# Euceros obesus
Euceros obesus är en stekelart som beskrevs av Davis 1897. Euceros obesus ingår i släktet Euceros och familjen brokparasitsteklar. Inga underarter finns listade i Catalogue of Life.